# Manfredo di Collalto
Manfredo di Collalto (... – Belluno, 2 maggio 1321) è stato un vescovo cattolico italiano.

## Biografia
Figlio di Rambaldo VIII di Collalto, della famiglia dei conti di Treviso, divenne vescovo di Ceneda nel 1310.

### Vescovo di Belluno e Feltre
Dopo la morte del vescovo di Belluno e Feltre Alessandro Novello nel febbraio 1320, fu eletto (ma non confermato) alla successione Baldunellus, pievano di San Cassiano del Meschio. La provenienza suggerisce che si trattasse di una personalità legata ai da Camino, che proprio in quel periodo stavano orientando le proprie mire sulle due città venete. 
Papa Giovanni XXII, che già mentre era in vita Novello aveva intimato ai canonici bellunesi e feltrini di non procedere all'elezione del successore poiché lui stesso avrebbe deciso la nomina autonomamente, con lettera del 19 marzo 1320 pose alla guida delle diocesi Manfredo. Secondo il cronista Henrigetus, contemporaneo ai fatti, la nomina avvenne mentre era capitano delle due città Rizzardo VI da Camino, quindi tra il maggio e il giugno successivi (sicuramente entro il 13 luglio). Tuttavia, Manfredo riuscì a insediarsi nella sede non prima del 16 gennaio 1321: infatti, in quella data, indirizzò una missiva a varie personalità civili ed ecclesiastiche feltrine e bellunesi, in cui lamentava di non essere ancora riuscito a prendere possesso della carica per le minacce dei nemici.
Sempre secondo la cronaca di Henrigetus, il 3 febbraio 1321 Manfredo entrò armato a Feltre e, conclusa la pace con il capitano Guecellone VII da Camino, si recò a Belluno, dove morì in seguito a un tumulto fomentato dagli stessi Caminesi.